# Alexa Grasso
Pour les articles homonymes, voir Grasso.
Alexa Grasso, née le 9 août 1993 à Guadalajara (Mexique), est une pratiquante d'arts martiaux mixtes (MMA) mexicaine. Elle combat actuellement dans la catégorie des poids mouches de l'Ultimate Fighting Championship (UFC), dont elle est devenue championne le 4 mars 2023.

## Biographie
Karen Alexa Grasso Montes naît le 9 août 1993 à Guadalajara, dans l'État du Jalisco, au Mexique.

## Carrière dans les arts martiaux mixtes

### Xtreme Kombat et Invicta FC (2012-2016)

#### Année 2012: 1-0
Le 19 décembre 2012, elle affronte la Mexicaine Sandra del Rincon à Jalisco, au Mexique, et remporte le combat par KO.

#### Année 2013: 2-0
Le 11 mai 2013, elle affronte la Mexicaine Lupita Hernandez à Jalisco, au Mexique, et remporte le combat par KO.

#### Année 2014: 6-0
Le 31 août 2014, elle affronte la Mexicaine Alejandra Alvarez à Cuautitlán Izcalli, au Mexique, et remporte le combat par KO technique. Le 31 août 2014, elle affronte la Mexicaine Karina Rodríguez à Cuautitlán Izcalli, au Mexique, et remporte le combat par décision unanime. Le 6 septembre 2014, elle affronte l'Américaine Ashley Cummins à Kansas City, dans le Missouri, et remporte le combat par décision unanime. Le 5 décembre 2014, elle affronte l'Américaine Alida Gray à Houston, au Texas, et remporte le combat par KO technique.

#### Année 2015: 7-0
Le 27 février 2015, elle affronte la Japonaise Mizuki Inoue à Los Angeles, en Californie, et remporte le combat par décision unanime. Sa prestation lors de cet évènement est désignée Combat de la soirée.

#### Année 2016: 8-0
Le 29 juillet 2016, elle affronte l'Américaine Jodie Esquibel à Kansas City, dans le Missouri, et remporte le combat par décision unanime. Sa prestation lors de cet évènement est désignée Performance de la soirée.

### Ultimate Fighting Championship (depuis 2016)

#### Année 2016: 9-0
Le 5 novembre 2016, elle affronte l'Américaine Heather Jo Clark à Mexico, au Mexique, et remporte le combat par décision unanime,,.

#### Année 2017: 10-1
Le 4 février 2017, elle affronte l'Américaine Felice Herrig à Houston, au Texas, et perd le combat par décision unanime,,. Le 5 août 2017, elle affronte la Canadienne Randa Markos à Mexico, au Mexique, et remporte le combat par décision partagée,,.

#### Année 2018: 10-2
Le 19 mai 2018, elle affronte l'Américaine Tatiana Suarez à Santiago, au Chili, et perd le combat par soumission,,.

#### Année 2019: 11-3
Le 8 juin 2019, elle affronte la Polonaise Karolina Kowalkiewicz à Chicago, dans l'Illinois, et remporte le combat par décision unanime,,. Le 21 septembre 2019, elle affronte l'Américaine Carla Esparza à Mexico, au Mexique, et perd le combat par décision majoritaire,,. Sa prestation lors de cet évènement est désignée Combat de la soirée.

#### Année 2020: 12-3
Le 29 août 2020, elle affronte la Sud-Coréenne Ji Yeon Kim à Las Vegas, dans le Nevada, et remporte le combat par décision unanime,,.

#### Année 2021: 13-3
Le 13 février 2021, elle affronte l'Américaine Maycee Barber à Las Vegas, dans le Nevada, et remporte le combat par décision unanime,,.

#### Année 2022: 15-3
Le 26 mars 2022, elle affronte l'Écossaise Joanne Calderwood à Columbus, dans l'Ohio, et remporte le combat par soumission,,. Le 15 octobre 2022, elle affronte la Brésilienne Viviane Araújo à Las Vegas, dans le Nevada, et remporte le combat par décision unanime,,.

#### Années 2023: 16-3-1
Le 4 mars 2023, elle affronte la Kirghize Valentina Shevchenko à Las Vegas, dans le Nevada, et remporte le combat par soumission,,. Sa prestation lors de cet évènement est désignée Performance de la soirée. Le 17 septembre de la même année, les 2 femmes s'affrontent de nouveau, Alexa Grasso défend son tire de championne des poids mouches malgré une égalité partagée.

#### Année 2024: 16-4-1
Le 14 septembre 2024 lors de l'ufc 306, elle rencontre pour la 3e fois Valentina Shevchenko et perd sa ceinture sur décision unanime.

## Récompenses de combat
- Invicta Fighting Championships
  - Combat de la soirée (× 1) : face à Mizuki Inoue.
  - Performance de la soirée (× 1) : face à Jodie Esquibel.
- Ultimate Fighting Championship
  - Combat de la soirée (× 1) : face à Carla Esparza[23].
  - Performance de la soirée (× 1) : face à Valentina Shevchenko[39].

## Palmarès en arts martiaux mixtes
| 22 combats     | 16 victoires | 5 défaites |
| Par KO         | 4            | 0          |
| Par soumission | 2            | 1          |
| Sur décision   | 10           | 4          |
| Égalités       | 1            | 1          |

| Résultat | Record | Adversaire            | Méthode                           | Événement                                                           | Date              | Round | Temps | Lieu                        | Notes                                                                                 |
| -------- | ------ | --------------------- | --------------------------------- | ------------------------------------------------------------------- | ----------------- | ----- | ----- | --------------------------- | ------------------------------------------------------------------------------------- |
| Défaite  | 16-5-1 | Natália Silva         | Décision unanime                  | UFC 315 : Muhammad contre Della Maddalena                           | 10 mai 2025       | 3     | 5:00  | Montréal, Québec, Canada    |                                                                                       |
| Défaite  | 16-4-1 | Valentina Shevchenko  | Décision unanime                  | UFC 306 : O’Malley vs. Dvalishvili                                  | 14 septembre 2024 | 5     | 5:00  | Las Vegas, Nevada           | Perd le titre de championne des poids mouches de l'UFC                                |
| Égalité  | 16-3-1 | Valentina Shevchenko  | Égalité partagée                  | UFC Fight Night: Grasso vs. Shevchenko 2                            | 17 septembre 2023 | 5     | 5:00  | Las Vegas, Nevada           | Defend le titre de championne des poids mouches de l'UFC                              |
| Victoire | 16-3   | Valentina Shevchenko  | Soumission (étranglement arrière) | UFC 285: Jones vs. Gane                                             | 4 mars 2023       | 4     | 4:34  | Las Vegas, Nevada           | Remporté le titre de championne des poids mouches de l'UFC. Performance de la soirée. |
| Victoire | 15-3   | Viviane Araújo        | Décision unanime                  | UFC Fight Night: Grasso vs. Araújo                                  | 15 octobre 2022   | 5     | 5:00  | Las Vegas, Nevada           |                                                                                       |
| Victoire | 14-3   | Joanne Calderwood     | Soumission                        | UFC on ESPN: Blaydes vs. Daukaus                                    | 26 mars 2022      | 1     | 3:57  | Columbus, Ohio              |                                                                                       |
| Victoire | 13-3   | Maycee Barber         | Décision unanime                  | UFC 258: Usman vs. Burns                                            | 13 février 2021   | 3     | 5:00  | Las Vegas, Nevada           |                                                                                       |
| Victoire | 12-3   | Ji Yeon Kim           | Décision unanime                  | UFC Fight Night: Smith vs. Rakić                                    | 29 août 2020      | 3     | 5:00  | Las Vegas, Nevada           | Début en poids mouches.                                                               |
| Défaite  | 11-3   | Carla Esparza         | Décision majoritaire              | UFC Fight Night: Rodríguez vs. Stephens                             | 21 septembre 2019 | 3     | 5:00  | Mexico, Mexique             | Combat de la soirée.                                                                  |
| Victoire | 11-2   | Karolina Kowalkiewicz | Décision unanime                  | UFC 238: Cejudo vs. Moraes                                          | 8 juin 2019       | 3     | 5:00  | Chicago, Illinois           |                                                                                       |
| Défaite  | 10-2   | Tatiana Suarez        | Soumission (étranglement arrière) | UFC Fight Night: Maia vs. Usman                                     | 19 mai 2018       | 1     | 2:44  | Santiago, Chili             |                                                                                       |
| Victoire | 10-1   | Randa Markos          | Décision partagée                 | UFC Fight Night: Pettis vs. Moreno                                  | 5 août 2017       | 3     | 5:00  | Mexico, Mexique             |                                                                                       |
| Défaite  | 9-1    | Felice Herrig         | Décision unanime                  | UFC Fight Night: Bermudez vs. The Korean Zombie                     | 4 février 2017    | 3     | 5:00  | Houston, Texas              |                                                                                       |
| Victoire | 9-0    | Heather Jo Clark      | Décision unanime                  | The Ultimate Fighter Latin America 3 Finale: dos Anjos vs. Ferguson | 5 novembre 2016   | 3     | 5:00  | Mexico, Mexique             |                                                                                       |
| Victoire | 8-0    | Jodie Esquibel        | Décision unanime                  | Invicta FC 18: Grasso vs. Esquibel                                  | 29 juillet 2016   | 3     | 5:00  | Kansas City, Missouri       | Performance de la soirée.                                                             |
| Victoire | 7-0    | Mizuki Inoue          | Décision unanime                  | Invicta FC 11: Cyborg vs. Tweet                                     | 27 février 2015   | 3     | 5:00  | Los Angeles, Californie     | Combat de la soirée.                                                                  |
| Victoire | 6-0    | Alida Gray            | TKO (coups de poing)              | Invicta FC 10: Waterson vs. Tiburcio                                | 5 décembre 2014   | 1     | 1:47  | Houston, Texas              |                                                                                       |
| Victoire | 5-0    | Ashley Cummins        | Décision unanime                  | Invicta FC 8: Waterson vs. Tamada                                   | 6 septembre 2014  | 3     | 5:00  | Kansas City, Missouri       |                                                                                       |
| Victoire | 4-0    | Karina Rodríguez      | Décision unanime                  | Xtreme Kombat 20                                                    | 31 août 2014      | 3     | 5:00  | Cuautitlán Izcalli, Mexique |                                                                                       |
| Victoire | 3-0    | Alejandra Alvarez     | TKO (coups de poing et genoux)    | Xtreme Kombat 20                                                    | 31 août 2014      | 1     | 0:36  | Cuautitlán Izcalli, Mexique |                                                                                       |
| Victoire | 2-0    | Lupita Hernandez      | KO (coup de poing)                | Fight Hard Championship 3                                           | 11 mai 2013       | 1     | 0:12  | Jalisco, Mexique            |                                                                                       |
| Victoire | 1-0    | Sandra del Rincon     | KO (coup de poing)                | GEX: Old Jack's Fight Night                                         | 19 décembre 2012  | 1     | 0:15  | Jalisco, Mexique            |                                                                                       |